# Fortificacions de Vauban
Les fortificacions de Vauban van ser projectades a França pel marquès Sébastien Le Prestre, marquès de Vauban (1663-1707) que va ser enginyer i arquitecte militar i que ja en els seus escrits prefigura la ideologia de la Il·lustració francesa.
Les fortificacions projectades per Vauban van donar un cinturó de ferro a França. Va concebre i millorar un centenar de places fortes que no eren pas inexpugnables, com que en aquell temps l'estratègia consistia a guanyar temps davant un atac de l'enemic. Construït entre 1667 i 1707, després de l'annexió de Lilla fins ara al comtat de Flandes, una ciutadella va ser construïda per defensar la ciutat contra l'exèrcit de Carles II de Castella. El 1708 durant la guerra de successió va rendir-se, no per la força de l'assetjant però sí per manca de vitualles i munició.

## Fortificacions de Vauban

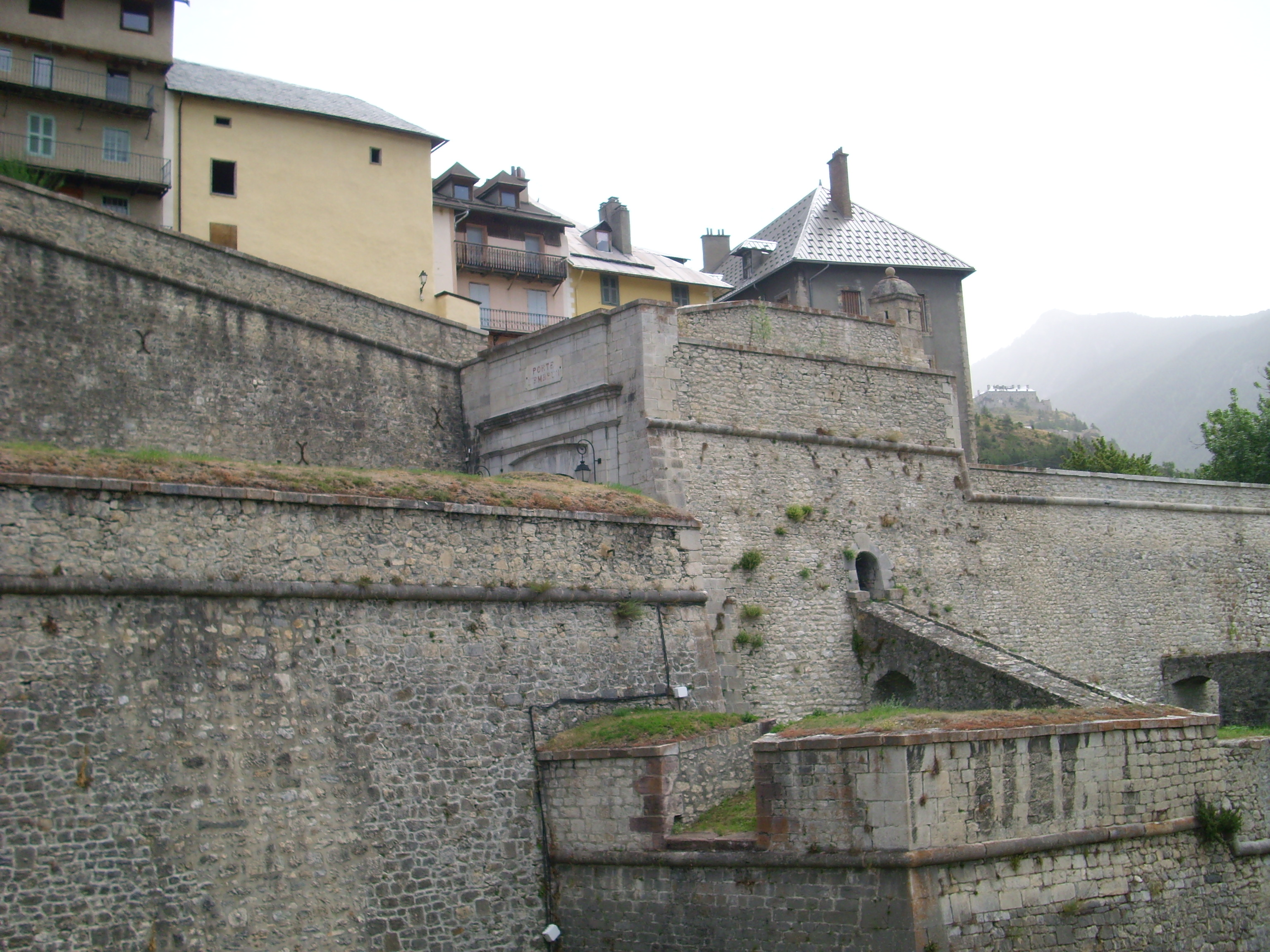
La porta d'Embrun a la ciutadella de Briançon

Entre 1667 i 1707 Vauban va fer fortificar uns tres-cents ciutats, incloses Antíbol (Fort Carré) Arràs, Auxonne, Barraux, Baiona, Belfort, Bergues, Besançon (Ciutadella de Besançon), Bitche, Blaia, Briançon, Bouillon, Calais, Cambrai, Colmars-les-Alpes, Cotlliure, Douai, Entrevaux, Givet, Gravelines, Hendaia, Huningue, Ieper, Joux, Kehl, Landau, Le Palais (Belle-Île), La Rochelle, Le Quesnoy, Lilla, Lusignan, El Pertús (Fort de Belleguarda), Luxemburg, Maastricht, Maubeuge, Metz, Mont-Dauphin, Montlluís, Montmédy, Namur, Neuf-Brisach, Perpinyà, Plouezoc'h (Château du Taureau), Rocroi, Saarlouis, Saint-Jean-Pied-de-Port, Saint-Omer, Sedan, Toul, Valenciennes, Verdun, Vilafranca de Conflent (poble i Fort Liberia).
Dirigí la construcció de 37 noves fortaleses i ports militars fortificats com Ambleteuse, Brest, Cézembre, Dunkerque, Friburg de Brisgòvia, Le Portel, Rochefort, Saint-Jean-de-Luz (Fort Socoa), Saint-Martin-de-Ré, Toló, Wimereux.

## Les dotze fortificacions patrimoni de la humanitat
Dotze de les obres militars de Vauban són classificades des de l'any 2008 com a Patrimoni de la Humanitat per la UNESCO. D'aquets dotze n'hi ha dues a la Catalunya Nord: Montlluís i Vilafranca del Conflent.
- Arràs (Pas de Calais): ciutadella

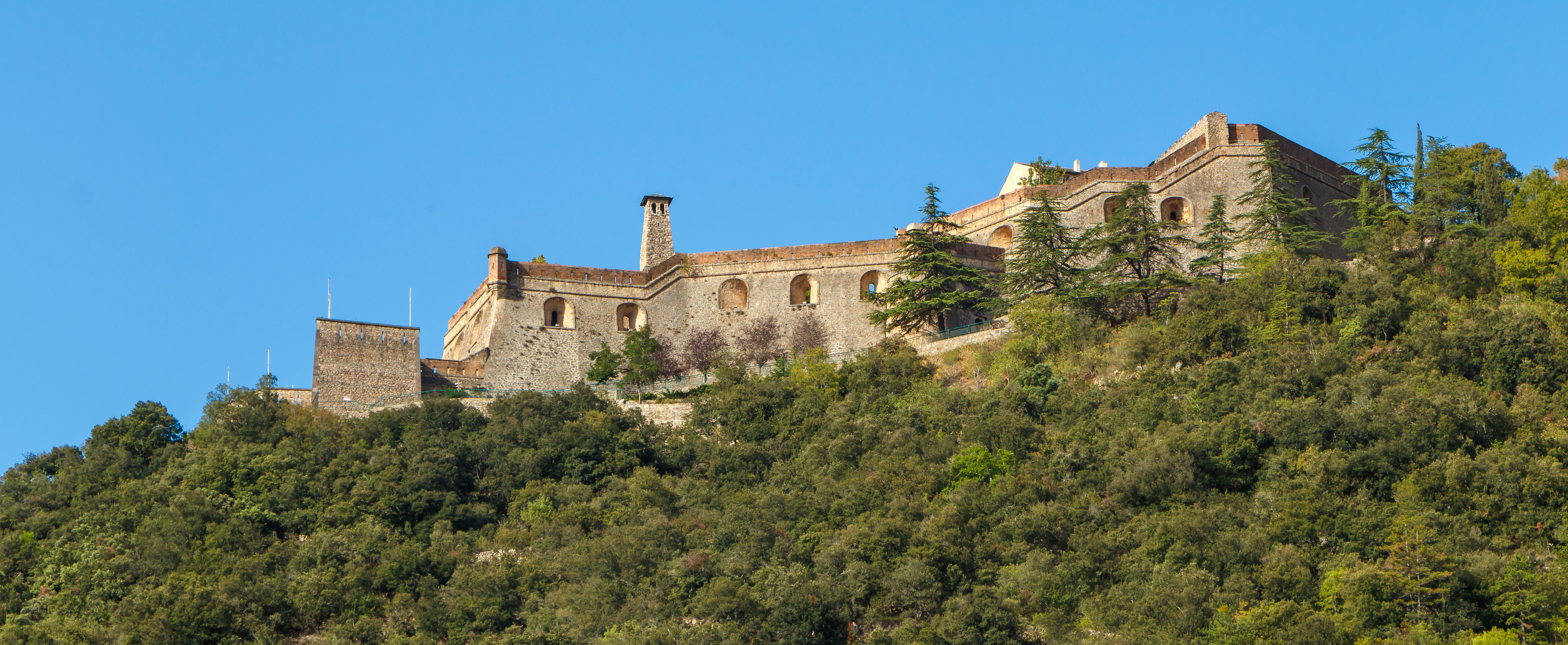
Fort Liberia a Vilafranca del Conflent

- Besançon (Doubs): ciutadella, recinte urbà i fort Griffon
- Blaia-Cussac-Fort-Médoc (Gironda): ciutadella, fort Paté i fort Médoc
- Briançon (Alts Alps): recinte urbà, fort des Salettes, fort des Trois-Têtes, fort de Randouillet, fort de Dauphin, la comunicació Y i el pont d'Asfeld
- Camaret-sur-Mer (Finisterre): torre Dorée
- Longwy (Meurthe i Mosel·la): plaça forta
- Mont-Dauphin (Alts Alps): plaça forta
- Montlluís (Alta Cerdanya): recinte i ciutadella
- Neuf-Brisach (Alt Rin): plaça forta
- Saint-Martin-de-Ré (Charente Marítim): ciutadella i recinte
- Saint-Vaast-la-Hougue/Tatihou (Manche): torres observatoris
- Vilafranca del Conflent (Conflent): recinte, fort i Cova Bastera